# Newnham on Severn
Newnham on Severn ist ein Dorf und Civil parish im Westen von Gloucestershire, England. Es liegt im Royal Forest of Dean, auf dem westlichen Ufer des Severn, etwa 15 km südwestlich von Gloucester und 5 km südöstlich von Cinderford. Der Ort liegt an der A48 zwischen Gloucester und Chepstow in Monmouthshire, Wales.

## Geschichte
Im 14. Jahrhundert wurde eine Pfarrkirche begründet, nachdem mindestens seit 1018 eine Filialkirche bestand, und 1366 wurde auf dem hohen Ufer eine neue Kirche gebaut, weil das alte Bauwerk durch fluviale Erosion gefährdet war. Das neue Kirchenbauwerk selbst wurde 1644 während des Englischen Bürgerkriegs durch eine Schießpulverexplosion und 1881 durch einen Brand beschädigt, wird aber immer noch genutzt.
Aufgrund der Lage des heutigen Newnham am Severn, bauten die Römer drei Straßen zu der Stelle, an der sie Furten durch den Fluss einrichteten. Die Angelsachsen begründeten eine dauerhafte Siedlung, und die Normannen bauten zur Verteidigung eines Erdhügelburg. Im Mittelalter wurde Newnham zu einem wichtigen Hafen, von wo aus Schiffe zu anderen Häfen Großbritanniens und Insel verkehrten. Im Jahr 1171 setzte Heinrich II. hier zu einer Invasion Irlands an, an der zeitgenössischen Berichten nach 400 Schiffe und 500 Soldaten beteiligt gewesen sein sollen, was auf die Bedeutung des Hafens schließen lässt. Jedenfalls war Newnham die wichtigste Stadt westlich des Severn. Seine Rolle als Hafen und Handelsplatz verlor die Stadt rasch, nachdem 1827 der Gloucester and Sharpness Canal eröffnet wurde.
1810 unternahm direkt südlich von Newnham man einen ersten Versuch, den Severn zu untertunneln, doch wurden die Arbeiten 1812 nach einem Wassereinbruch abgebrochen.
Eva Luckes, die spätere Oberschwester des London Hospital, lebte in Newnham.
Die Gloucester to Newport Line führt hier in einen Tunnel. Der hiesige Bahnhof war von 1851 bis 1964 in Betrieb.

## Verwaltung

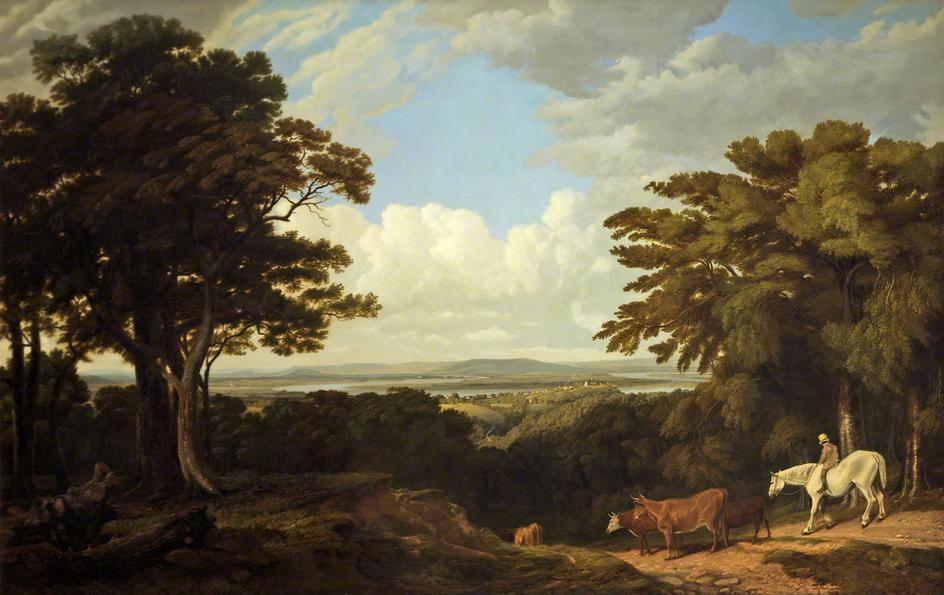
Newnham-on-Severn from Dean Hill von William Turner of Oxford wurde 1977 mithilfe des Art Funds für das Gloucester City Museum & Art Gallery angekauft.

Der Civil parish ist Teil des Wahlbezirks Newnham and Westbury, der im Norden bei Westbury-on-Severn beginnt und dem Fluss dann bis Newnham. Dieser Wahlbezirk hatte 2011 insgesamt 3088 Einwohner.

## Belege
1. ↑  Newnham and Westbury ward 2011. Abgerufen am 8. Mai 2017 (englisch).